# 岩手銘醸
岩手銘醸株式会社（いわてめいじょう）は、岩手県奥州市（旧前沢町）にて清酒製造業を行う酒蔵である。岩手県内で廃業した蔵の銘柄「玉の春」「天瓢」を受け継ぐ。

## 代表銘柄
- 陸奥の友
- 岩手誉
- 奥州の龍
- 仙臺紅屋長九郎
- 亀の尾
- 玉の春
- 天瓢
- とらまづ（どぶろく）

## 支店
玉の春工場・千厩営業所
〒029-0803
岩手県一関市千厩町千厩字北方134

## 略歴
1858年(安政5年) - 醸造開始。
1955年(昭和30年) - 及川酒店、吉田酒店が共同で岩手銘醸株式会社設立。
2005年(平成17年) - 横屋酒造より「玉の春」の営業権等を取得。一関市千厩町に玉の春工場、千厩営業所を開設。
2008年(平成20年) - 天瓢（奥州市水沢）より営業権を取得。